# Bernard Moullier
Bernard Moullier (ur. 27 września 1957) – francuski skoczek narciarski. Najlepsze wyniki w Pucharze Świata osiągnął w sezonie 1979/1980, kiedy zajął 25. miejsce w klasyfikacji generalnej.
Wystąpił na Igrzyskach Olimpijskich w Lake Placid, ale bez sukcesów.

## Puchar Świata w skokach narciarskich

### Miejsca w klasyfikacji generalnej
- sezon 1979/1980: 25

### Miejsca na podium chronologicznie
- Thunder Bay (19 stycznia 1980) – 2. miejsce

## Igrzyska Olimpijskie
- Indywidualnie
  - 1980 Lake Placid (USA) – 34. miejsce (duża skocznia), 24. miejsce (normalna skocznia)